# Stanley Park Stadium
Stanley Park Stadium (New Anfield) – stadion Liverpoolu, który planowano wybudować w miejskim parku Stanley Park. Pierwsze plany budowy pojawiły się w 2003, a do użytku miano oddać go w sierpniu 2012. Władze klubu zadecydowały, że nie dojdzie do żadnych prac, póki nie poprawi się sytuacja ekonomiczna na świecie. Ostatecznie zrezygnowano z budowy Stanley Park, w zamian zarząd klubu podjął decyzję o rozbudowie stadionu Anfield.

## Historia
Początkowo planowano zakończyć budowę w 2006, a pojemność obiektu miała wynosić 55 tys. miejsc siedzących, lecz później powiększono liczbę do 60 tys. z możliwością dodania kolejnych 11 tys.
Podstawą stadionu będzie oddzielona trybuna Kop (18 500 miejsc). Dzięki konstrukcji trybuny, kibice będą mieli lepszą widoczność na boisko. Stadion tradycyjnie ma być ułożony w cztery kondygnacje, mające przybliżyć kibiców do murawy. Ponadto na terenie obiektu mają znajdować się klubowy sklep i muzeum, centrum konferencyjno-bankietowe, parking dla 970 aut oraz centrum handlowe Anfield Plaza.
Pojawiały się informacje, jakoby ze względu na wysokie koszty budowa miała być dofinansowana przez Everton, czego skutkiem miałby być podział stadionu przez oba kluby, jednak jeden z prezesów Liverpoolu, Tom Hicks, zdementował te doniesienia.
19 czerwca 2008 wydano pozwolenie na budowę, a drobne prace zaczęto 24 czerwca. 15 maja 2009 sponsor klubu, Carlsberg zaproponował nazwę stadionu, Carlsberg Anfield. Jednak ani przedsiębiorstwo ani klub nie opracowały w szczegółach, czy nazwa zostanie zaakceptowana.

## Wykonawca
Stadion zaprojektowała firma HKS, a odpowiedzialnymi za budowę mają być Kajima Construction, Ramboll oraz Laing O’Rourke.

## Zastrzeżenia
26 sierpnia 2008 poinformowano, że budowa zostanie „na krótki czas wstrzymana”, jednak zapewniono, że opóźnienie nie wpłynie na zmianę w projekcie stadionu.
Pomimo problemów finansowych, dyrektor wykonawczy klubu Rick Parry ogłosił, że stadion zostanie wybudowany. Wstępne przygotowania zaczęto w 2008 po aprobacie rady miasta, a obiekt miałby być skończony w 2011. Nie została jednak podana żadna data wznowienia lub ukończenia prac.
W maju 2010 roku pojawiła się propozycja nieznanej grupy architektów, inżynierów i konsultantów – Mersey Stadia-Connex, którzy po 8 miesiącach pracy przedstawili wizję nowych stadionów dla obu klubów w miejscu, gdzie ma powstać Stanley Park Stadium. Nowy obiekt Liverpoolu miałby mieścić 60 tys. osób, a Evertonu 50 tys.. Dzieliłby je jedynie budynek hotelu, do którego oba byłyby przyrośnięte. Ze względu na wyjątkową bliskość projekt nazwano „stadionami syjamskimi”, jednak władze obu klubów oraz instytucje regionalne bardzo sceptycznie podeszły do tej wizji.